# Francisco de Camargo
O Capitão Francisco de Camargo, terceiro filho de Jusepe Ortiz de Camargo, foi irmão dos bandeirantes Fernando de Camargo, o Tigre, e José Ortiz de Camargo, chefes do Partido dos Camargos contra os Pires na luta de 20 anos que perturbou São Paulo no meio do século XVII. Morreu em 1 de julho de 1669.
Foi casado com Isabel de Ribeira (irmã do capitão-mor Amador Bueno da Ribeira, o aclamado) filha de Bartolomeu Bueno e de Maria Pires, mas não tiveram descendência, de modo que herdaram suas muitas fazendas suas sobrinhas, filhas de seus irmãos o Capitão Marcelino de Camargo e o Capitão Jerônimo de Camargo.